# 이만운 (1736년)
이만운(李萬運, 1736년 ~ 1820년)은 조선 후기의 문신, 학자로 자는 원춘(元春), 호는 묵헌(默軒), 본관은 광주이다.
이동영(李東英)의 아들로 태어났으며 경상도 칠곡(漆谷, 현재의 경상북도 칠곡군)에 거주했다. 1777년 증광문과(增廣文科)에서 을과로 급제했지만 경종 시대에 있었던 신임사화 당시에 그의 4대조인 이담명(李聃命)이 숙종 시대에 일어난 경신환국으로 인해 희생된 자신의 아버지였던 이원정(李元禎)의 원수를 갚으려고 했던 죄목으로 형벌을 받았기 때문에 벼슬길로 나가지 못했다. 1796년에는 안의현감(安義縣監)에 제수되었지만 벼슬은 지평(持平)에 그쳤다. 저서로 《묵헌문집》(默軒文集)이 있다.

## 같이 보기
- 묵헌종택